# Живово
Живово (мкд. Живово) је насеље у Северној Македонији, у јужном делу државе. Живово припада општини Прилеп.

## Географија
Насеље Живово је смештено у јужном делу Северне Македоније. Од најближег већег града, Прилепа, насеље је удаљено 55 km јужно (путем).
Живово се налази у источном делу високопланинске области Маријово, као једно од најзабаченијих, али и етнички најчистијих делова православног словенског живља на тлу Македоније. Насеље је положено на висоравни. Северно је клисура Црне реке. Источно од села издиже планина Козјак. Надморска висина насеља је приближно 960 метара.
Клима у насељу је планинска због знатне надморске висине.

## Становништво
По попису становништва из 2002. године, Живово је било без становника. Почетком 20. века ту је живело преко 350 становника.
Претежно становништво у насељу били су етнички Македонци.
Већинска вероисповест у насељу било је православље.